# Critics' Choice Movie Award de la meilleure actrice

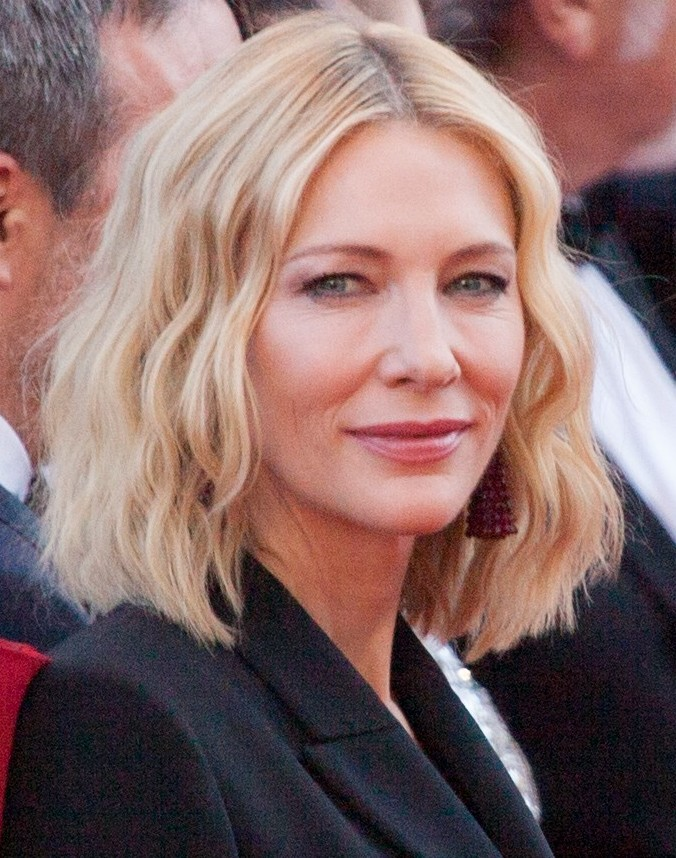
Cate Blanchett au Festival de Cannes 2018:Critics' Choice Movie Award de la meilleure actrice

Le Critics' Choice Movie Award de la meilleure actrice (Broadcast Film Critics Association Award for Best Actress) est l'une des récompenses décernées aux professionnels de l'industrie du cinéma par le jury de la Broadcast Film Critics Association depuis 1996.

## Palmarès

### Années 1990
- 1996 : Nicole Kidman pour le rôle de Suzanne Stone Maretto dans Prête à tout (To Die For)
- 1997 : Frances McDormand pour le rôle de Marge Gunderson dans Fargo
- 1998 : Helena Bonham Carter pour le rôle de Kate Croy dans Les Ailes de la colombe (The Wings of the Dove)
- 1999 : Cate Blanchett pour le rôle de la reine Élisabeth Ire dans Elizabeth

### Années 2000
- 2000 : Hilary Swank pour le rôle de Brandon Teena dans Boys Don't Cry

- 2001 : Julia Roberts pour le rôle d'Erin Brockovich dans Erin Brockovich, seule contre tous (Erin Brockovich)
  - Joan Allen pour le rôle de la Sénatrice Laine Hanson dans Manipulations (The Contender)
  - Ellen Burstyn pour le rôle de Sara Goldfarb dans Requiem for a Dream
  - Björk Guðmundsdóttir pour le rôle de Selma Jezkova dans Dancer in the Dark
  - Laura Linney pour le rôle de Samantha "Sammy" Prescott dans Tu peux compter sur moi (You Can Count on Me)

- 2002 : Sissy Spacek pour le rôle de Ruth Fowlerdans In the Bedroom 
  - Nicole Kidman pour le rôle de Satine dans Moulin Rouge (Moulin Rouge!)
  - Renée Zellweger pour le rôle de Bridget Jones dans Le Journal de Bridget Jones (Bridget Jones’s Diary)

- 2003 : Julianne Moore pour le rôle de Cathy Whitaker dans Loin du paradis (Far from Heaven)
  - Salma Hayek pour le rôle de Frida Kahlo dans Frida
  - Nicole Kidman pour le rôle de Virginia Woolf dans The Hours

- 2004 : Charlize Theron pour le rôle d'Aileen Wuornos dans Monster
  - Jennifer Connelly pour le rôle de Kathy dans House of Sand and Fog
  - Diane Keaton pour le rôle d'Erica Jane Barry dans Tout peut arriver (Something's Gotta Give)
  - Nicole Kidman pour le rôle d'Ada Monroe dans Retour à Cold Mountain (Cold Mountain)
  - Samantha Morton pour le rôle de Sarah dans In America
  - Naomi Watts pour le rôle de Cristina Peck dans 21 Grammes (21 Grams)

- 2005 : Hilary Swank pour le rôle de Maggie Fitzgerald dans Million Dollar Baby
  - Annette Bening pour le rôle de Julia Lambert dans Adorable Julia (Being Julia)
  - Catalina Sandino Moreno pour le rôle de Maria Alvarez dans Maria, pleine de grâce (María, llena eres de gracia)
  - Imelda Staunton pour le rôle de Vera dans Vera Drake
  - Uma Thurman pour le rôle de Beatrix Kiddo dans Kill Bill 2
  - Kate Winslet pour le rôle de Clementine Kruczynski dans Eternal Sunshine of the Spotless Mind

- 2006 : Reese Witherspoon pour le rôle de June Carter dans Walk the Line
  - Joan Allen pour le rôle de Terry Wolfmeyer dans Les Bienfaits de la colère (The Upside of Anger)
  - Judi Dench pour le rôle de Laura Henderson dans Madame Henderson présente (Mrs. Henderson Presents)
  - Felicity Huffman pour le rôle de Bree dans Transamerica
  - Keira Knightley pour le rôle d'Elizabeth Bennet dans Orgueil et Préjugés (Pride & Prejudice)
  - Charlize Theron pour le rôle de Josey Aimes dans L'Affaire Josey Aimes (North Country)

- 2007 : Helen Mirren pour le rôle de la reine Élisabeth II dans The Queen
  - Penélope Cruz pour le rôle de Raimunda dans Volver
  - Judi Dench pour le rôle de Barbara Covett dans Chronique d'un scandale (Notes on a Scandal)
  - Meryl Streep pour le rôle de Miranda Priestly dans Le Diable s'habille en Prada (The Devil wears Prada)
  - Kate Winslet pour le rôle de Sarah Pierce dans Little Children

- 2008 : Julie Christie pour le rôle de Fiona Anderson dans Loin d'elle (Away from Her)
  - Amy Adams pour le rôle de Giselle dans Il était une fois (Enchanted)
  - Cate Blanchett pour le rôle d'Elizabeth dans Elizabeth : L'Âge d'or (Elizabeth: The Golden Age)
  - Marion Cotillard pour le rôle d'Édith Piaf dans La Môme
  - Angelina Jolie pour le rôle de Mariane Pearl dans Un cœur invaincu (A Mighty Heart)
  - Elliot Page pour le rôle de Juno MacGuff dans Juno

- 2009 :  (ex æquo)
  - Anne Hathaway pour le rôle de Kym dans Rachel se marie (Rachel Getting Married)
  - Meryl Streep pour le rôle de la Sœur Aloysious Beauvier dans Doute (Doubt)
    - Kate Beckinsale pour le rôle de Judith Miller dans Le Prix du silence (Nothing But the Truth)
    - Cate Blanchett pour le rôle de Daisy dans L'Étrange Histoire de Benjamin Button (The Curious Case of Benjamin Button)
    - Angelina Jolie pour le rôle de Christine Collins dans L'Échange (Changeling)
    - Melissa Leo pour le rôle de Ray Eddy dans Frozen River

### Années 2010
- 2010[1] :  (ex æquo)
  - Sandra Bullock pour le rôle de Leigh Anne Tuohy dans The Blind Side
  - Meryl Streep pour le rôle de Julia Child dans Julie et Julia (Julie and Julia)
    - Emily Blunt pour le rôle de Victoria du Royaume-Uni dans Victoria : Les Jeunes Années d'une reine (The Young Victoria)
    - Carey Mulligan pour le rôle de Jenny dans Une éducation (An Education)
    - Saoirse Ronan pour le rôle de Susie Salmon dans Lovely Bones (The Lovely Bones)
    - Gabourey Sidibe pour le rôle de Claireece "Precious" Jones dans Precious (Precious: Based on the Novel "Push" by Sapphire)

- 2011[2] : Natalie Portman pour le rôle de Nina Sayers dans Black Swan
  - Annette Bening pour le rôle de Nic dans Tout va bien, The Kids Are All Right (The Kids Are All Right)
  - Nicole Kidman pour le rôle de Becca Corbett dans Rabbit Hole
  - Jennifer Lawrence pour le rôle de Ree Dolly dans Winter's Bone
  - Noomi Rapace pour le rôle de Lisbeth Salander dans Millénium (Män som hatar kvinnor)
  - Michelle Williams pour le rôle de Cindy dans Blue Valentine

- 2012[3] : Viola Davis pour le rôle d'Aibileen Clark dans La Couleur des sentiments (The Help)
  - Elizabeth Olsen pour le rôle de Martha dans Martha Marcy May Marlene
  - Meryl Streep pour le rôle de Margaret Thatcher dans La Dame de fer (The Iron Lady)
  - Tilda Swinton pour le rôle d'Eva Khatchadourian dans We Need to Talk about Kevin
  - Charlize Theron pour le rôle de Mavis Gary dans Young Adult
  - Michelle Williams pour le rôle de Marilyn Monroe dans My Week with Marilyn

- 2013[4] : Jessica Chastain pour le rôle de Maya dans Zero Dark Thirty
  - Marion Cotillard pour le rôle de Stéphanie dans De rouille et d'os
  - Jennifer Lawrence pour le rôle de Tiffany dans Happiness Therapy (Silver Linings Playbook)
  - Emmanuelle Riva pour le rôle d'Anne dans Amour
  - Quvenzhané Wallis pour le rôle d'Hushpuppy dans Les Bêtes du sud sauvage (Beasts of the Southern Wild)
  - Naomi Watts pour le rôle de Maria dans The Impossible (Lo imposible)

- 2014[5] : Cate Blanchett pour le rôle de Jeannette "Jasmine" Francis dans Blue Jasmine
  - Sandra Bullock pour le rôle du Dr Ryan Stone dans Gravity
  - Judi Dench pour le rôle de Philomena Lee dans Philomena
  - Brie Larson pour le rôle de Grace dans States of Grace (Short Term 12)
  - Meryl Streep pour le rôle de Violet Weston dans Un été à Osage County (August: Osage County)
  - Emma Thompson pour le rôle de Pamela L. Travers dans Dans l'ombre de Mary (Saving Mr. Banks)

- 2015[6] : Julianne Moore pour le rôle d'Alice dans Still Alice
  - Jennifer Aniston pour le rôle de Claire Simmons dans Cake
  - Marion Cotillard pour le rôle de Sandra dans Deux jours, une nuit
  - Felicity Jones pour le rôle de Jane Hawking dans Une merveilleuse histoire du temps (The Theory of Everything)
  - Rosamund Pike pour le rôle d'Amy Dunne dans Gone Girl
  - Reese Witherspoon pour le rôle de Cheryl Strayed dans Wild
- 2016 : Brie Larson pour le rôle de Joy "Ma" Newsome dans Room
  - Cate Blanchett pour le rôle de Carol Aird dans Carol
  - Jennifer Lawrence pour le rôle de Joy Mangano dans Joy
  - Charlotte Rampling pour le rôle de Kate Mercer dans 45 ans (45 Years)
  - Saoirse Ronan pour le rôle d'Eilis Lacey dans Brooklyn
  - Charlize Theron pour le rôle d'Imperator Furiosa dans Mad Max: Fury Road
- 2017 : Natalie Portman pour le rôle de Jacqueline "Jackie" Kennedy dans Jackie
  - Amy Adams pour le rôle du Dr. Louise Banks dans Premier contact (Arrival)
  - Annette Bening pour le rôle de Dorothea Fields dans 20th Century Women
  - Isabelle Huppert pour le rôle de Michèle LeBlanc dans Elle
  - Ruth Negga pour le rôle de Mildred Loving dans Loving
  - Emma Stone pour le rôle de Mia Dolan dans La La Land
- 2018 : Frances McDormand pour le rôle de Mildred Hayes dans Three Billboards : Les Panneaux de la vengeance (Three Billboards Outside Ebbing, Missouri)
  - Jessica Chastain pour le rôle de Molly Bloom dans Le Grand Jeu (Molly's Game)
  - Sally Hawkins pour le rôle d'Elisa Esposito dans La Forme de l'eau (The Shape of Water)
  - Margot Robbie pour le rôle de Tonya Harding dans Moi, Tonya (I, Tonya)
  - Saoirse Ronan pour le rôle de Christine "Lady Bird" McPherson dans Lady Bird
  - Meryl Streep pour le rôle de Katharine "Kay" Graham dans Pentagon Papers (The Post)
- 2019 : (ex æquo)
  - Lady Gaga pour le rôle d'Ally Maine dans A Star Is Born
  - Glenn Close pour le rôle de Joan Castleman dans The Wife
    - Yalitza Aparicio pour le rôle de Cleo dans Roma
    - Emily Blunt pour le rôle de Mary Poppins dans Le Retour de Mary Poppins (Mary Poppins Returns)
    - Toni Collette pour le rôle de Annie Graham dans Hérédité (Hereditary)
    - Olivia Colman pour le rôle de d'Anne d'Angleterre dans La Favorite (The Favourite)
    - Melissa McCarthy pour le rôle de Lee Israel dans Can You Ever Forgive Me?

### Années 2020
- 2020 : Renée Zellweger pour le rôle de Judy Garland dans Judy
  - Awkwafina pour le rôle de Billi Wang dans The Farewell
  - Cynthia Erivo pour le rôle d'Harriet Tubman dans Harriet
  - Scarlett Johansson pour le rôle de Nicole Barber dans Marriage Story
  - Lupita Nyong'o pour le rôle d'Adelaide Wilson / Red dans Us
  - Saoirse Ronan pour le rôle de Joséphine « Jo » March dans Les Filles du docteur March (Little Women)
  - Charlize Theron pour le rôle de Megyn Kelly dans Scandale (Bombshell)

- 2021 : Carey Mulligan pour le rôle de Cassandra dans Promising Young Woman
  - Viola Davis pour le rôle de Ma Rainey dans Le Blues de Ma Rainey (Ma Rainey's Black Bottom)
  - Andra Day pour le rôle de Billie Holiday dans Billie Holiday : Une affaire d'État (The United States vs. Billie Holiday)
  - Sidney Flanigan pour le rôle de Autumn Callahan dans Never Rarely Sometimes Always
  - Vanessa Kirby pour le rôle de Martha dans Pieces of a Woman
  - Frances McDormand pour le rôle de Fern dans Nomadland
  - Zendaya pour le rôle de Marie Jones dans Malcolm & Marie

- 2022 : Jessica Chastain pour le rôle de Tammy Faye Messner dans Dans les yeux de Tammy Faye (The Eyes of Tammy Faye)
  - Olivia Colman pour le rôle de Leda Caruso dans The Lost Daughter
  - Lady Gaga pour le rôle de Patrizia Reggiani dans House of Gucci
  - Alana Haim pour le rôle d'Alana Kane dans Licorice Pizza
  - Nicole Kidman pour le rôle de Lucille Ball dans Being the Ricardos
  - Kristen Stewart pour le rôle de Diana Spencer dans Spencer

- 2023 : Cate Blanchett – Tár
  - Viola Davis – The Woman King
  - Danielle Deadwyler – Till
  - Margot Robbie – Babylon
  - Michelle Williams – The Fabelmans
  - Michelle Yeoh – Everything Everywhere All at Once

- 2024 : Emma Stone pour le rôle de Bella Baxter dans Pauvres Créatures (Poor Things)
  - Lily Gladstone pour le rôle de Mollie Burkhart dans Killers of the Flower Moon
  - Sandra Hüller pour le rôle de Sandra Voyter Anatomie d'une chute
  - Greta Lee pour le rôle de Nora Moon dans Past Lives
  - Carey Mulligan pour le rôle de Felicia Montealegre dans Maestro
  - Margot Robbie pour le rôle de Barbie dans Barbie

- 2025 : Demi Moore pour le rôle d'Elisabeth Sparkle dans The Substance
  - Cynthia Erivo pour le rôle de Elphaba Thropp / la Méchante sorcière de l'Ouest dans Wicked
  - Karla Sofía Gascón pour le rôle de Juan « Manitas » del Monte / Emilia Pérez dans Emilia Pérez
  - Marianne Jean-Baptiste pour le rôle de Pansy Deacon dans Deux Sœurs (Hard Truths)
  - Angelina Jolie pour le rôle de Maria Callas dans Maria
  - Mikey Madison pour le rôle d'Anora « Ani » Mikheeva dans Anora

## Statistiques

### Nominations multiples
6 : Nicole Kidman, Meryl Streep
5 : Cate Blanchett, Charlize Theron
4 : Saoirse Ronan
3 : Annette Bening, Jessica Chastain, Marion Cotillard, Judi Dench, Jennifer Lawrence, Frances McDormand
2 : Amy Adams, Emily Blunt, Sandra Bullock, Olivia Colman, Viola Davis, Angelina Jolie, Lady Gaga, Brie Larson, Julianne Moore, Natalie Portman, Hilary Swank, Naomi Watts, Michelle Williams, Kate Winslet, Reese Witherspoon, Renée Zellweger

### Récompenses multiples
2 : Cate Blanchett, Jessica Chastain, Frances McDormand, Julianne Moore, Natalie Portman, Meryl Streep, Hilary Swank